# Trioceros wiedersheimi
Trioceros wiedersheimi  es una especie de lagarto iguanio de la familia de los camaleones nativa de África Occidental.

## Distribución y hábitat
Su área de distribución incluye las montañas del norte de Camerún, incluyendo Tchabal Mbabu y Tchabal Gangdaba y las montañas Gotel y el atltiplano de Mambilla de Nigeria.
Su hábitat se compone de principalmente de sabanas y pastizales. Su rango altitudinal oscila entre 1500 y 2450 m s. n. m.